# Cabaret de Paul-Niquet
Pour les articles homonymes, voir Niquet.
Le cabaret de Paul-Niquet était un établissement situé près des halles de Paris. 

## Situation
Ce cabaret était situé 26 rue aux Fers à Paris.

## Présentation
Ce cabaret, décrit comme un bouge, fut tenu par Paul-Niquet de 1830 à 1853. Il était connu du monde entier et, lorsque le roman d'Eugène Sue  Les Mystères de Paris met les tapis-francs (bouges où se réunissent les bandits) à la mode, c'est à qui irait visiter celui-là, au risque de s'y trouver en bien mauvaise compagnie.
Dans son ouvrage Portraits pittoresques de Paris, Charles Virmaître le décrit comme étant « ignoble, pénible et répugnant ».
Toutefois la clientèle du cabaret Paul-Niquet n'était pas composé exclusivement de malfaiteurs ; on y croisait en particulier des chiffonniers et des rôdeurs. 
Gérard de Nerval raconte une soirée dans ce cabaret, dans le chapitre XV de Nuits d'Octobre publié en 1852.
Alexandre Privat d'Anglemont décrit cet endroit dans Les oiseaux de nuit paru en 1854,.